# Škoda 41T
Škoda 41T (nazwa handlowa ForCity Smart Bonn) – typ tramwaju produkowanego od 2022 roku przez czeską firmę Škoda Transportation dla firmy SWB Bus und Bahn, która obsługuje Stadtbahn Bonn w Niemczech. SWB Bus und Bahn zamówiło łącznie 28 egzemplarzy.
Wzornictwo tramwaju zostało wyróżnione nagrodą Red Dot Award w kategorii Product Design 2024.

## Konstrukcja
Model Škoda 41T należy do serii modeli ForCity Smart. Jest to tramwaj dwukierunkowy, trójczłonowy, całkowicie niskopodłogowy. Człony skrajne zamontowane są na dwóch dwuosiowych skrętnych wózkach napędowych, pomiędzy nimi zawieszony jest człon środkowy. Kabiny motorniczego znajdują się po obu stronach pojazdu, a dostęp do nich z zewnątrz odbywa się poprzez oddzielne drzwi. Po obu stronach tramwaju znajduje się czworo dwuskrzydłowych drzwi (dwoje w członie środkowym i jedne w członach skrajnych). Każda z ośmiu osi napędzana jest silnikiem elektrycznym o mocy 70 kW.

## Dostawy
W grudniu 2019 roku firma Škoda Transportation została zwycięzcą przetargu, w którym przedsiębiorstwo komunikacji miejskiej SWB Bus und Bahn zamówiło 26 tramwajów dwukierunkowych o długości 30 m z opcją na kolejnych dwanaście wagonów oraz dostawę części zamiennych na okres od 25 lat. Według pierwotnych założeń pierwsze tramwaje miały zostać dostarczone do Bonn w Niemczech w 2022 roku. Na tamtejszej sieci tramwajowej mają one całkowicie zastąpić cały tabor 24 tramwajów typu R1.1 z 1994 roku. Pierwszy tramwaj 41T został ukończony latem 2022 roku, a w sierpniu tego roku przeszedł testy w tunelu klimatycznym w Wiedniu. W październiku 2022 roku otrzymał w Pilźnie numer 120 i rozpoczął jazdę próbną bez pasażerów na miejscowej sieci tramwajowej. Po raz pierwszy pojawił się na ulicach miasta w nocy z 11 na 12 października, w dzień zadebiutował 20 października 2022 roku. W 2022 roku przewoźnik SWB Bus und Bahn skorzystał z opcji do umowy i zakontraktował kolejne dwie sztuki do 26 zamówionych tramwajów. Pierwszy tramwaj o numerze 2252 został wysłany przez producenta z Pilzna pod koniec stycznia 2023 roku, a jazdy próbne bez pasażerów rozpoczęły się w pierwszej połowie marca 2023 roku. Wszystkie tramwaje mają zostać dostarczone do Bonn latem 2024 roku.